# Srednji Globodol
Srednji Globodol je naselje u slovenskoj Općini Mirnoj Peči. Srednji Globodol se nalazi u pokrajini Dolenjskoj i statističkoj regiji Jugoistočnoj Sloveniji. 

## Stanovništvo
Prema popisu stanovništva iz 2002. godine naselje je imalo 54 stanovnika.